# Therapis fiavicaria
Therapis fiavicaria là một loài bướm đêm trong họ Geometridae.